# イギリスの選挙
イギリスの選挙（イギリスのせんきょ）では、イギリスにおける選挙制度について述べる。

## 概要
イギリスには、イギリス総選挙、欧州議会選挙、地方議会選挙、地方選挙および市長選挙の5種類の選挙がある。選挙は選挙日に実施され、慣例的に木曜日に実施されることが多い。総選挙の期日は決まっており、直近の選挙後に召集される議会の開会から5年以内に実施されなければならないとされている。その他の選挙についても概ね期日が決まっているが、地方議会では一定の状況の下で早期に選挙が執り行われることがある。現在、単純小選挙区制 （First-past-the-post）、大選挙区完全連記制、政党名簿比例代表制、単記移譲式投票、小選挙区比例代表併用制および補充投票制（Supplementary Vote）の6種が現行の選挙制度として使用されている。
選挙に係る事務は地方別に地方政府の選挙管理当局によって管理される。実際の投票手続きは選挙管理官（Returning Officer）によって運営され、選挙登録官（Electoral Registration Officer）による選挙人名簿が集計され、保管される（ただし、両方の事務が独立した選挙管理事務局によって実行される北アイルランドを除く。）。
イギリスの選挙管理委員会は、選挙管理官および選挙登録官の選定基準とガイドラインを定めているのみだが、政党登録事務や国民投票の監理など、全英規模の選挙管理を担う。